# Dust (film 1916)
Dust è un film muto del 1916 diretto da Edward Sloman.

## Produzione
Il film fu prodotto dall'American Film Company, una compagnia attiva dal 1913 al 1923 che produsse in dieci anni 160 film.
Venne girato in interni ai Flying A Studios di Santa Barbara, in California.

## Distribuzione
Distribuito dalla Mutual, il film uscì nelle sale statunitensi il 10 luglio 1916.